# Водзін-Майорацький
Водзін-Майорацький (пол. Wodzin Majoracki) — село в Польщі, у гміні Тушин Лодзький-Східного повіту Лодзинського воєводства.
Населення — 139 осіб (2011).

## Демографія
Демографічна структура станом на 31 березня 2011 року:
|          | Загалом | Допрацездатний вік | Працездатний вік | Постпрацездатний вік |
| -------- | ------- | ------------------ | ---------------- | -------------------- |
| Чоловіки | 71      | 9                  | 52               | 10                   |
| Жінки    | 68      | 15                 | 35               | 18                   |
| Разом    | 139     | 24                 | 87               | 28                   |